# Two-Fisted Law
Two-Fisted Law è un film del 1932 diretto da D. Ross Lederman.
È un film western statunitense con Tim McCoy, Alice Day e Wheeler Oakman.

## Produzione
Il film, diretto da D. Ross Lederman su una sceneggiatura di Kurt Kempler con il soggetto di William Colt MacDonald, fu prodotto da Irving Briskin per la Columbia Pictures Corporation e girato a Santa Clarita e nell'Andy Jauregui Ranch, nel Trem Carr Ranch e nel Walker Ranch, a Newhall, in California.

## Distribuzione
Il film fu distribuito negli Stati Uniti dall'8 giugno 1932 al cinema dalla Columbia Pictures Corporation.
Alcune delle uscite internazionali sono state:
- nel Regno Unito nel luglio del 1932
- in Brasile (Lei da Coragem)
- in Grecia (O nomos tis grothias)

## Promozione
La tagline è: "His Latest and Greatest Outdoor Romance".